# Карашор
Карашор («Чорний солончак») — западина в північно-західній частині пустелі Каракуми. Розташована на північному заході Туркменістану.
Витягнута в довжину на 120 кілометрів, завширшки на 20 км. Абсолютна глибина щодо рівня світового океану - мінус 28 метрів. У западині, шляхом скидання колекторно-дренажних вод, відбувається заповнення Туркменського озера, перша черга якого, була введена в експлуатацію в 2009 році. 
Розташовано, у великому закруту, всього за декілька кілометрів на північ від Узбою, можливо отримував частину дренажного стоку Узбою, але проривів самої річки в западину в історичний час не було. Цікаво, що тут же, але з іншого боку Карашору, з глибини Каракумів до Узбою підходить довгий — в 400 км — ланцюжок солончаків Унгуз. Вчені впевнені, що це залишки найдавнішого русла Амудар'ї (пра-Амудар'я): 60 тисяч років тому річка текла до Каспію найкоротшим шляхом через центр Каракумів.
Улоговина Карашор утворилася в результаті тектонічних рухів мільйони років тому на Капланкирській височині. На склепінній частині височини в результаті згинання пластів вапняку, пісковику відбулося розтягнення і розтріскування щільних поверхневих пластів. Під впливом атмосферних опадів, вітру вони поступово руйнувалися, їх частини змивалися в навколишні зниження. Після розмиву щільних шарів нижче розташованих дещо пухкі глинясті породи не встояли перед водним потоком, що виникали на поверхні після випадання опадів. Протягом багатьох тисячоліть вода поверхневих стоків вимивала шар за шаром, утворивши в результаті западину. Таким чином, приблизний час виникнення западини Карашор можна віднести до неогену і четвертинному періоду.